# Пиньера, Хосе
Хосе́ Пинье́ра Эчени́ке (исп. José Piñera Echenique; род. 6 октября 1948 года, Сантьяго, Чили) — чилийский государственный деятель и экономист.

## Биография
Родился в 6 октября 1948 года в Сантьяго, Чили. Отец — Хосе Пиньера Карвайо, один из основателей ХДП, при президенте Эдуардо Фрее посол в Бельгии и при ООН. У Хосе-младшего три брата и две сестры. Один из братьев, Себастьян — президент Чили в 2010—2014 годах и в 2018—2022 годах.
В 1970 году Пиньера окончил Католический университет Чили с дипломом экономиста. В 1974 году получил докторскую степень в Гарварде. Преподавал в Гарварде и Бостонском университете. В 1975 году вернулся на родину и стал профессором Католического университета Чили.

### Политика
Входил в группу чилийских экономистов, работавших во время военного режима Аугусто Пиночета с целью построения экономики свободного рынка в Чили (чикаго-бойз).
Министр труда и социальной защиты с 1978 по 1980 год. Руководил проведением пенсионной реформы. Основу новой пенсионной системы Чили составили 25 частных пенсионных фондов, в которые будущие пенсионеры обязаны ежемесячно отчислять на свою будущую пенсию столько средств, сколько они считают необходимым, но не менее 10 % заработка. Страховые взносы начисляются на заработную плату до вычета налогов и иных удержаний. Работодатель взносов не уплачивает. Частным пенсионным фондам передали свои сбережения до двух третей работающих граждан страны.
Накопления средств на пенсионных счетах граждан в первый год реформы составили около 300 млн. долларов, а к началу 2001 года превысили 35 млрд долларов. Эти огромные деньги стали работать на экономику Чили. С одной стороны пенсионная революция, как её называет Хосе Пиньера, позволила снизить социальные налоги, с другой, правительству больше не приходится влезать в огромные долги из-за пенсионных выплат. При этом немногие из жителей Чили были в достаточной мере осведомлены об особенностях новой пенсионной программы. К 1991 году 35 % работающих не были затронуты пенсионной программой. Женщины, которые половину трудоспособной жизни занимались воспитанием детей, автоматически оставались со значительно меньшими накоплениями к пенсионному возрасту. По данным журналиста Стива Кангаса к 1988 году лишь около четверти рабочих вносили достаточно для получения в будущем минимальной пенсии (1,25 долларов в день), а критики программы заявляли, что достойные пенсии смогут в итоге получить только 20 % чилийцев. Однако демократические правительства, пришедшие на смену военному режиму, сохранили основные положения пенсионной реформы.
Министр горнодобывающей промышленности с 1980 по 1981 год.

## После перехода к демократии
В 1993 году принял участие в президентских выборах в качестве независимого кандидата. Набрал 6,18 % голосов и занял 3 место.
В 1994 году основал Международный центр пенсионной реформы для продвижения чилийской модели во всём мире. В 1995 году стал сопредседателем проекта по выбору схемы социального страхования Института Катона.
Автор многих статей и книг.

## Статьи на русском языке
- К богатству – через собственность Архивная копия от 2 апреля 2015 на Wayback Machine // «Россия в глобальной политике» №1, 2006
- Шанс для трудящихся: приватизация социального обеспечения в Чили Архивная копия от 21 марта 2015 на Wayback Machine
- Чилийская модель для России Архивная копия от 2 апреля 2015 на Wayback Machine